# Cryptanura fusciventris
Cryptanura fusciventris är en stekelart som först beskrevs av Cameron 1911.  Cryptanura fusciventris ingår i släktet Cryptanura och familjen brokparasitsteklar. Inga underarter finns listade i Catalogue of Life.